# Clint Dempsey
Pour l’article homonyme, voir Dempsey.
Clint Dempsey, né le 9 mars 1983 à Nacogdoches au Texas, est un joueur international américain de soccer qui joue au poste d'attaquant.
Professionnel entre 2004 et 2018, il est le recordman du nombre de buts inscrits avec l'équipe des États-Unis, à égalité avec Landon Donovan.

## Biographie

### Carrière professionnelle
Clint Demspey fait ses débuts aux Dallas Texans mais c'est en 2004 qu'il fait ses débuts en Major League Soccer avec Revolution de la Nouvelle-Angleterre. Il est la pièce maîtresse de l'équipe en 2005 et marque également des buts décisifs. L’Américain mène les « Revs » à deux finales de la coupe MLS en 2005 et 2006. Il joue 71 matchs en MLS et marque vingt-cinq buts tout en participant à neuf rencontres pour un but en série.
En 2006, il rejoint Fulham FC pour un montant de 5 millions d'euros. Il fait ses débuts en 2007 et marque son premier but face au Liverpool FC. Les dirigeants de Fulham FC prolongent Dempsey jusqu'en 2013 (source officiel de Fulham). Le 21 janvier 2012, il devient le premier américain auteur d'un triplé en Premier League lors de la victoire 5-2 de Fulham FC contre Newcastle United.
Le 31 août 2012, Dempsey signe un contrat de quatre ans en faveur de Tottenham Hotspur.
Le 29 août 2018, il annonce qu'il met un terme à sa carrière.

### En équipe nationale
Il honore sa première sélection en A en 2004 et participe à la Gold Cup (CONCACAF) en 2005.
Dempsey dispute la coupe du monde 2006 avec l'équipe des États-Unis. Il est le seul joueur américain à marquer un but pour son équipe dans le tournoi de 2006.
En octobre il remporte le « 2006 Honda Player of the Year Award » récompensant le meilleur joueur américain en sélection devant Brian McBride.
Le 20 janvier 2010, il reçoit le titre de meilleur américain de l'année 2009. Le 12 juin de la même année, il se fait remarquer à l'occasion de la Coupe du monde 2010, lors du premier match de poule des Américains face à l'Angleterre, en marquant le but de l'égalisation 1-1.
Le 16 juin 2014, lors du mondial brésilien, pour la première rencontre des Américains dans le tournoi face au Ghana, Dempsey inscrit un but dès la 32e seconde, ce qui en fait le cinquième but le plus rapide en 20 éditions de Coupe du monde (score final 2-1).
Le 22 juillet 2017, il se distingue lors de la demi-finale de la Gold Cup 2017 contre le Costa Rica en délivrant une passe décisive d'abord puis en marquant le but du 2-0 qui signifie son 57e but sous le maillot américain, égalant ainsi le record de buts en sélection de Landon Donovan.

## Palmarès

### En club
- New England Revolution
  - Finaliste de la Coupe de la Major League Soccer en 2005 et 2006.

- Fulham FC
  - Finaliste de la Ligue Europa en 2010.

- Seattle Sounders FC
  - Vainqueur du MLS Supporters' Shield en 2014
  - Vainqueur de la Coupe des États-Unis en 2014
  - Finaliste de la Coupe de la Major League Soccer en 2017.

### En sélection
- Vainqueur de la Gold Cup en 2005, 2007 et 2017
- Finaliste de la Gold Cup en 2011
- Finaliste de la Coupe des confédérations en 2009
- Quatrième de la Copa America en 2016

### Distinctions personnelles
- Élu joueur de l'année Honda en 2006, 2011 et 2012
- Élu Meilleure recrue de l'année en 2004
- Élu Footballeur américain de l'année en 2007, 2011 et 2012
- Homme du match contre le Ghana lors de la Coupe du monde 2014
- Trophée du but inscrit le plus rapidement lors de la Coupe du monde 2014
- Ballon de bronze du meilleur joueur de la Coupe des confédérations en 2009
- Meilleur buteur de la Gold Cup 2015 (7 buts)
- Gagnant du Trophée du retour de l'année en MLS : 2017
- Membre du National Soccer Hall of Fame depuis 2022

## Statistiques
| Saison                | Club                   | Championnat           | Championnat | Championnat | Championnat | Coupe(s) nationale(s) | Coupe(s) nationale(s) | Coupe(s) nationale(s) | Compétition(s) continentale(s) | Compétition(s) continentale(s) | Compétition(s) continentale(s) | Compétition(s) continentale(s) | Séries | Séries | Séries | États-Unis | États-Unis | États-Unis | Total | Total | Total |
| Saison                | Club                   | Division              | M.          | B.          | P.d.        | M.                    | B.                    | P.d.                  | Comp.                          | M.                             | B.                             | P.d.                           | M.     | B.     | P.d.   | M.         | B.         | P.d.       | M.    | B.    | P.d.  |
| 2004                  | New England Revolution | MLS                   | 24          | 7           | 1           | 1                     | 0                     | 0                     | -                              | -                              | -                              | -                              | 3      | 0      | 1      | 1          | 0          | 0          | 29    | 7     | 2     |
| 2005                  | New England Revolution | MLS                   | 26          | 10          | 9           | -                     | -                     | -                     | -                              | -                              | -                              | -                              | 4      | 1      | 1      | 13         | 2          | 0          | 43    | 13    | 10    |
| 2006                  | New England Revolution | MLS                   | 21          | 8           | 4           | 1                     | 0                     | 0                     | LCC                            | 2                              | 0                              | 0                              | 2      | 0      | 0      | 9          | 4          | 1          | 35    | 12    | 5     |
| Sous-total            | Sous-total             | Sous-total            | 71          | 25          | 14          | 2                     | 0                     | 0                     | -                              | 2                              | 0                              | 0                              | 9      | 1      | 2      | 23         | 6          | 1          | 107   | 32    | 17    |
| 2007                  | Fulham FC              | PL                    | 10          | 1           | 0           | 2                     | 0                     | 0                     | -                              | -                              | -                              | -                              | -      | -      | -      | 9          | 2          | 0          | 21    | 3     | 0     |
| 2007-2008             | Fulham FC              | PL                    | 36          | 6           | 2           | 4                     | 0                     | 0                     | -                              | -                              | -                              | -                              | -      | -      | -      | 10         | 3          | 1          | 50    | 9     | 3     |
| 2008-2009             | Fulham FC              | PL                    | 35          | 7           | 2           | 6                     | 1                     | 0                     | -                              | -                              | -                              | -                              | -      | -      | -      | 14         | 5          | 2          | 55    | 13    | 4     |
| 2009-2010             | Fulham FC              | PL                    | 29          | 7           | 3           | 2                     | 0                     | 0                     | C3                             | 13                             | 2                              | 1                              | -      | -      | -      | 9          | 3          | 2          | 53    | 12    | 6     |
| 2010-2011             | Fulham FC              | PL                    | 37          | 12          | 3           | 5                     | 1                     | 0                     | -                              | -                              | -                              | -                              | -      | -      | -      | 12         | 3          | 1          | 54    | 16    | 4     |
| 2011-2012             | Fulham FC              | PL                    | 37          | 17          | 6           | 2                     | 3                     | 0                     | C3                             | 7                              | 3                              | 0                              | -      | -      | -      | 10         | 5          | 0          | 56    | 28    | 6     |
| Sous-total            | Sous-total             | Sous-total            | 184         | 50          | 16          | 21                    | 5                     | 0                     | -                              | 20                             | 5                              | 1                              | -      | -      | -      | 64         | 21         | 6          | 289   | 81    | 23    |
| 2012-2013             | Tottenham Hotspur      | PL                    | 29          | 7           | 4           | 4                     | 3                     | 1                     | C3                             | 10                             | 2                              | 1                              | -      | -      | -      | 12         | 8          | 2          | 55    | 20    | 8     |
| Sous-total            | Sous-total             | Sous-total            | 29          | 7           | 4           | 4                     | 3                     | 1                     | -                              | 10                             | 2                              | 1                              | -      | -      | -      | 12         | 8          | 2          | 55    | 20    | 8     |
| 2013                  | Seattle Sounders FC    | MLS                   | 9           | 1           | 0           | -                     | -                     | -                     | -                              | -                              | -                              | -                              | 3      | 0      | 1      | 2          | 1          | 0          | 14    | 2     | 1     |
| 2014                  | Seattle Sounders FC    | MLS                   | 26          | 15          | 10          | 1                     | 1                     | 0                     | -                              | -                              | -                              | -                              | 4      | 1      | 0      | 9          | 3          | 0          | 40    | 20    | 10    |
| 2015                  | Seattle Sounders FC    | MLS                   | 20          | 10          | 10          | 1                     | 0                     | 0                     | -                              | -                              | -                              | -                              | 3      | 2      | 0      | 10         | 9          | 1          | 34    | 21    | 11    |
| 2016                  | Seattle Sounders FC    | MLS                   | 17          | 8           | 2           | -                     | -                     | -                     | LCC                            | 2                              | 2                              | 0                              | -      | -      | -      | 10         | 4          | 3          | 29    | 14    | 5     |
| 2017                  | Seattle Sounders FC    | MLS                   | 29          | 12          | 5           | -                     | -                     | -                     | -                              | -                              | -                              | -                              | 4      | 3      | 0      | 11         | 5          | 3          | 44    | 20    | 8     |
| Sous-total            | Sous-total             | Sous-total            | 101         | 46          | 27          | 2                     | 1                     | 0                     | -                              | 2                              | 2                              | 0                              | 14     | 6      | 1      | 42         | 22         | 7          | 161   | 77    | 35    |
| 2013-2014             | Fulham FC (prêt)       | PL                    | 5           | 0           | 0           | 2                     | 0                     | 0                     | -                              | -                              | -                              | -                              | -      | -      | -      | -          | -          | -          | 7     | 0     | 0     |
| Sous-total            | Sous-total             | Sous-total            | 5           | 0           | 0           | 2                     | 0                     | 0                     | -                              | -                              | -                              | -                              | -      | -      | -      | -          | -          | -          | 7     | 0     | 0     |
| Total sur la carrière | Total sur la carrière  | Total sur la carrière | 390         | 128         | 61          | 31                    | 9                     | 1                     | -                              | 34                             | 9                              | 2                              | 23     | 7      | 3      | 141        | 57         | 16         | 619   | 210   | 83    |